# Liste des émirs de Damas
En 637, le général arabe Khalid ibn al-Walid conquit la Syrie aux Byzantins.
Damas devient ensuite la capitale du califat omeyyade. Quand les abbassides prennent le pouvoir, ils installent le califat à Bagdad et nomment des gouverneurs à Damas.

## Emirs de Damas durant le Califat Rashidûn
- Khalid ibn al-Walid (635-636)
- Abu Ubaid (636-637)
- Amru ben al-As (637-640)
- Yazid ibn Abu Sufyan (640)
- Muawiyah ibn Abu Sufyan (640-661)

## Gouverneurs nommés par les Abbassides
- Abdallah ibn 'Ali (750-753)
- as-Salih ibn 'Ali (753)
- Abd al-Bahhab ibn Ibrahim al-Abbasi (754-763)
- Abu Ja'far Harun al-Rashid (783-786)
- Ibrahim as-Salih (791-793)
- Musa ibn Yahya al-Barmaki (793-794)
- Abd al-Malik ibn as-Salih (794-797)
- Ja'far ibn Yahya (797-803)
- Shuyat ibn Hadim (803-804)
- Yahya ibn Muad (808-810)
- Abd al-Malik ibn as-Salih (810-811)
- Sulayman ibn al-Mansur (811-815)
- Tahir ibn al-Husein (815-821)
- Abdallah ibn Tahir (821-822)
- Abu Ishaq Muhammad al-Mu'tasim (828-829)
- al-Abbas ibn al-Ma'mun (829-833)
- 'Ali ibn Ishaq (833-841)
- Rija ibn Ayyub al-Hadari (841-847)
- Malik ibn Sauq al-Taglibi (847-850)
- Ibrahim al-Muyad ibn Mutawakkil (850-855)
- al-Fath ibn Hakan al-Turki (856-861)
- 'Isa ibn Muhammad ibn al-Shayh (861-864)
- Amajur (871-872)
- Abu Ahmad Talha al-Muwaffak ibn Mutawakkil (872-877)
- dépendant de l'Égypte (877-969)
  - Tughj ibn Jauf (896)
  - Abu Bakr Muhammad al-Ikshidi (896-933)
  - Abu al-Abbas Ahmad ibn Kaigaliq (933-935)
  - directement rattaché à l'Égypte (935-943)
  - dynastie Hamdanide
    - Muhammad ibn Yazdad al-Shahrzuri (943-945)
    - Saif ad-Dawlah Abu al-Hasan 'Ali ibn Abu al-Shuja (945)
    - Muhammad ibn Raik (945-946)
    - Saif ad-Dawlah Abu al-Hasan 'Ali ibn Abu al-Shuja (946)

  - directement rattaché à l'Égypte (dynastie Ikhchidide, 946-969)

## GouverneursFatimides
- Abu Ali Jafar ibn Fallah al-Katami (969-971)
- Zalim inbn Mauhab al-Ukayli (973-974)
- Jaysh ibn Muhammad (974)
- Rayn al-Muizzi (974)
- Alp Tegin al-Muizzi (974-977)
- Qassam al-Turab (977-983)
- Bal Tegin al-Turki (983)
- Bakjur (983-991)
- Munir al-Hadim (991)
- Magu Tegin (993-996)
- Sulayman ibn Fallah (996)
- Bishara al-Ikhshidi (997-998)
- Jaysh ibn Muhammad (998-1000)
- Sulayman ibn Fallah (1000-1002)
- Abu'l-Hasan Ali ibn Jafar (1002-1004)
- Abu Salih Muflih al-Lihyani (1004-1009)
- Hamid ibn Mulham (1009)
- Wajik ad-Dawlah Abu al-Muta Zu-l-Karnayn Hamdan (1010-1011)
- Badr al-Attar (1011-1012)
- Abu Abdallah al-Muzahhir (1012-1014)
- Abd ar-Rahman ibn Ilyas (1015-1021)
- Wajik ad-Dawlah Abu al-Muta Zu-l-Karnayn Hamdan (1021-1023)
- Shihab ad-Dawlah Shah Tegin (1023-1024)
- Wajik ad-Dawlah Abu al-Muta Zu-l-Karnayn Hamdan (1024-1028)
- Anushtegin ad-Dizbari (1028-1041)
- Nasir ad-Dawlah Abu Ali al-Husein al-Hamdani (1041-1048)
- Baha ad-Dawlah Takiq al-Saklabi (1048-1049)
- Uddat ad-Dawlah Rifq al-Mustansiri (1049)
- Mu'in ad-Dawlah Haydar ibn Adud ad-Dawlah (1049-1058)
- Makin ad-Dawlah Abu Ali al-Hasan ibn 'Ali (1058)
- Nasir ad-Dawlah Abu Ali al-Husein al-Hamdani (1058-1060)
- Sebuq Tegin (1060)
- Muwaffaq ad-Dawlah Jauhar al-Mustansiri (1060-1061)
- Hasam ad-Dawlah ibn al-Bachinaki (1061)
- Uddat ad-Dawlah ibn al-Husein (1061)
- Mu'in ad-Dawlah Haydar ibn Adud ad-Dawla (1061-1063)
- Badr al-Jamali (1063)
- Hisn ad-Dawlah Haydar ibn Mansur (1063-1067)
- Qutb ad-Din Baris Tegin (1068-1069)
- Hisn ad-Dawlah Mualla al-Kitami (1069-1071)
- Zain ad-Dawlah Intisar ibn Yahya al-Masmudi (1075-1076)

## Seldjoukides
- 1076-1078 : Atsiz ibn Abaq, gouverneur seldjoukide
- 1078-1095 : Tutuş, sultan seldjoukide de Syrie
- 1095-1104 : Duqâq, sultan, fils du précédent
- 1104-1104 : Tutuş II, émir, fils du précédent
- 1104-1104 : Baktasch, émir, oncle du précédent, déposé par Tughtekin

## Bourides
- 1104-1128 : Tughtekin
- 1128-1132 : Buri Taj el-Moluk, fils du précédent
- 1132-1135 : Shams al-Muluk Isma’il, fils du précédent
- 1135-1139 : Shihab ad-Din Mahmud, frère du précédent
- 1139-1140 : Jemal ad-Din Muhammad, frère du précédent
- 1140-1154 : Mujir ad-Din Abaq, fils du précédent
1140-1149 : régence de Mu'in ad-Din Unur

## Zengides
- 1154-1174 : Nur ad-Din Mahmud, atabeg de Mossoul et d'Alep
- 1174-1176 : As-Salih Ismail, fils de précédent

## Ayyoubides
- 1176-1193 : Saladin, sultan d'Égypte, émir de Damas et d'Alep (Ayyoubide)
- 1186-1196 : Malik al-Afdhal, fils du précédent
- 1196-1218 : Al-Adil Sayf al-Din, frère de Saladin, sultan d'Égypte en 1200
- 1218-1227 : Malik al-Mu'azzam Musa, fils du précédent
- 1227-1229 : al-Nasir Dâwûd, fils du précédent
- 1229-1237 : Al-Ashraf, oncle du précédent
- 1237-1237 : Al-Salih Ismaël, frère du précédent
- 1237-1238 : Al-Malik al-Kamil Ier Nâsir ad-Dîn, frère du précédent
- 1238-1238 : Al-Adil II Sayf ad-Din, fils du précédent
- 1238-1239 : Malik al-Salih Ayyoub, frère du précédent
- 1239-1245 : Al-Salih Ismaël, de nouveau
- 1245-1260 : Malik al-Salih Ayyoub, de nouveau
- 1249-1250 : Tûrân Châh, fils du précédent
- 1250-1260 : Al-Nasir Yusuf (El-Malek en-Naser Salah ed-Din Yusuf), émir d'Alep